# Ida Grove
Ida Grove is een plaats (city) in de Amerikaanse staat Iowa, en valt bestuurlijk gezien onder Ida County.

## Demografie
Bij de volkstelling in 2000 werd het aantal inwoners vastgesteld op 2350. In 2006 is het aantal inwoners door het United States Census Bureau geschat op 2142, een daling van 208 (-8,9%).

## Geografie
Volgens het United States Census Bureau beslaat de plaats een oppervlakte van 5,4 km², geheel bestaande uit land. Ida Grove ligt op ongeveer 376 m boven zeeniveau.

## Plaatsen in de nabije omgeving
De onderstaande figuur toont nabijgelegen plaatsen in een straal van 20 km rond Ida Grove.